# Gramsängs udde
Gramsängs udde är ett naturreservat i Falu kommun i Dalarnas län.
Området är naturskyddat sedan 1959 och är 2 hektar stort. Reservatet utgörs av en udde i Kyrkbytjärn vilket ären höjd som är den östligaste av två grenar av Svärdsjöåsen, en biås till Badelundaåsen. Den är tallbevuxen.